# Xanthorhoe subidaria
Xanthorhoe subidaria är en fjärilsart som beskrevs av Achille Guenée 1858. Xanthorhoe subidaria ingår i släktet Xanthorhoe och familjen mätare. Inga underarter finns listade i Catalogue of Life.